# Coronado (Kalifornia)
Coronado város az USA Kalifornia államában, San Diego megyében. Lakosainak száma 20 192 fő (2020. április 1.).

## Népesség
A település népességének változása:

| 2010 | 18 912 |
| 2020 | 20 192 |